# Muncar (Susukan)
Muncar is een bestuurslaag in het regentschap Semarang van de provincie Midden-Java, Indonesië. Muncar telt 2233 inwoners (volkstelling 2010).